# 涅韦尔斯科伊海峡
涅韋爾斯科伊海峽（羅馬化：Proliv Nevelskogo），和名黑龍水道（日语：／ kokuryū suidō）是介于歐亞大陸和庫頁島之間的海峡，長56公里，寬7.3公里，最大水深7.2米，黑龍江最終注入該海峽西部。黑龍水道是鞑靼海峡最狹窄的部分。水道的北限是拉扎列夫角和波吉比角，南界是穆拉维约夫角和乌安吉角。中角由大陆探向海中。涅韦尔斯科伊湾处于水道西部。
其俄文名是以俄羅斯探險家根納季·伊万诺维奇·涅韋爾斯科伊的名字命名的。在俄国人入侵前，大陆上的土著人通过这条水道与日本作山丹交易，同时库页岛上的土著越过这里向中国缴纳贡赋。
1950年代，前蘇聯政府曾计划在这一地区建设一条隧道连通大陆地区和库页岛，惟在隧道动工前项目终止。萨哈林大桥被视作隧道的替代方案，其开工时间一拖再拖，迄今（2024年）仍未动工，预想连接起大陆地区和库页岛上的铁路网。